# اعيادن (تماسينت)
اعيادن هو دُوَّار يقع بجماعة إمرابطن، إقليم الحسيمة، جهة طنجة تطوان الحسيمة في المملكة المغربية. ينتمي الدوّار لمشيخة تماسينت التي تضم 4 دواوير. يقدر عدد سكانه بـ 632 نسمة حسب الإحصاء الرسمي للسكان والسكنى لسنة 2004.

## روابط خارجية
- البوابة الوطنية للجماعات الترابية
- المندوبية السامية للتخطيط